# Tambunan Sunge
Tambunan Sunge is een bestuurslaag in het regentschap Toba Samosir van de provincie Noord-Sumatra, Indonesië. Tambunan Sunge telt 218 inwoners (volkstelling 2010).